# Murugayan Kumaresan
Murugayan Kumaresan (nascido em 13 de janeiro de 1967) é um ex-ciclista malaio.
Kumaresan representou seu país, Malásia, nos Jogos Olímpicos de Verão de 1988 e 1992, participando em cinco provas de ciclismo de pista e estrada.